# Darren Shahlavi
Darren Shahlavi, né le 5 août 1972 à Stockport (Royaume-Uni) et mort le 14 janvier 2015 à Los Angeles (États-Unis), est un acteur britannico-américain.

## Biographie
Shahlavi est né de parents immigrés iraniens à Stockport (Cheshire, Angleterre), le 5 août 1972. À l'âge de 7 ans, il commence à étudier le judo dans un théâtre loué, où il arrivait tôt pour jeter un coup d'œil aux acteurs qui se produisaient. Après avoir découvert les films de Bruce Lee et Jackie Chan, il rêvait d'apparaître dans des films d'action. Il a commencé à s'entraîner au karaté Shotokan à l'âge de 14 ans avec les senseis Dave Morris et Horace Harvey ; et plus tard la boxe, le kick-boxing et le muay-thaï au gymnase de Master Toddy à Manchester. [ citation nécessaire ]
À 16 ans, Shahlavi a commencé à poursuivre une carrière dans le cinéma et a attiré l'attention de l'experte en cinéma d'action de Hong Kong Bey Logan au début des années 1990. Selon le commentaire de Logan sur le DVD Tai Chi Boxer, Shahlavi a passé du temps chez Logan à regarder, étudier et copier des films d'arts martiaux de la collection personnelle de Logan. Dans une interview avec le Persian Mirror, Shahlavi a mentionné que Logan avait écrit un scénario pour lui et qu'il est parti en Malaisie. À l'arrivée, cependant, il est devenu évident qu'il n'y avait pas d'argent en place, et le partenaire de Logan, Mark Houghton, a mis Shahlavi au travail comme cascadeur. Shahlavi a ensuite déménagé à Hong Kong pour poursuivre sa carrière d'acteur.

## Filmographie
Cinéma
- 1995 : Les Anges gardiens : gangster 2
- 1996 : Tai Chi Boxer (en) : Smith
- 1997 : Bloodmoon (en) : le tueur
- 2005 : Alone in the Dark
- 2005 : BloodRayne
- 2006 : King Rising, au nom du roi (In the Name of the King: A Dungeon Siege Tale)
- 2010 : Ip Man 2
- 2010 : Rendez-vous en enfer (Born to Raise Hell)
- 2013 : Killers Game (The Package)
- 2015 : La Vengeance dans le corps (Pound of Flesh)
- 2016 : Kickboxer: Vengeance : Eric Sloane

Télévision
- 2011 : Mortal Kombat: Legacy (web-série)
- 2011 : Metal Hurlant Chronicles : Adam (épisode King's Crown)
- 2012 : Arrow : Constantine Drakon
- 2015 : La vengeance sous la peau : Drake

## Décès
Le 14 janvier 2015, Shahlavi meurt d'une crise cardiaque causée par l'athérosclérose, à l'âge de 42 ans